# Pseudomyrmex cladoicus
Pseudomyrmex cladoicus é uma espécie de formiga do género Pseudomyrmex, subfamilia Pseudomyrmecinae.

## História
Esta espécie foi descrita cientificamente por Smith em 1858.